# Ахмад ар-Рифаи
Абу́ль-Абба́с А́хмад ибн Али́ ар-Рифа́и (араб. أحمد بن علي الرفاعي‎; 1118, Басра — 1183, Васит) — исламский богослов, правовед шафиитского мазхаба, основатель одного из основных суфийских тарикатов — рифаия.

## Биография
Жил в Батаихе на юге Ирака. Познавал суфизм под руководством своего дяди Мансуром аль-Батаихи и шейха Али аль-Васити. Был автором нескольких сочинений.

## Тарикат
Последователи тариката рифаия проживают в основном на Ближнем Востоке, Египте, Анатолии и Балканах. В основе духовной практики рифаитов находятся идеи борьбы человека со своими недостатками и страстями. Рафаиты практикуют произнесение зикров, уединения и сорокадневные затворничества (хальва). Рифаиты носят чёрную чалму. На своих собраниях они сидят на молитвенных ковриках и проводят пение громких зикров, которые сопровождаются игрой на литаврах и бубне.